# Vázquez Sounds
Vázquez Sounds (w użyciu także nazwa Vazquez Sounds) – meksykański zespół muzyczny pochodzący z granicznego miasta Mexicali w stanie Kalifornia Dolna w północnym Meksyku. Powstał w 2011 jako zespół rodzinny – stworzyło go nastoletnie rodzeństwo Vázquezów. Światową sławę zdobył już w pierwszych miesiącach działalności dzięki publikacji teledysków do nagrywanych piosenek w serwisie YouTube. W ciągu dwóch lat nie wypracował własnego stylu – dokonane nagrania obejmowały niemal wyłącznie anglojęzyczne covery światowych przebojów popu, rhythm and bluesa i rocka. Zapowiedzią odejścia od nagrywania coverów stał się digital single z piosenką „Te soñaré”, wydany 11 marca 2014 i zwiastujący pierwszy duży hiszpańskojęzyczny album.

## Muzycy

### Obecny skład zespołu
- Ángela 'Angie' Vázquez (ur. 17 stycznia 2001) – śpiew, okazjonalnie instrumenty klawiszowe i harmonijka ustna
- Abelardo Vázquez Espinoza (ur. 23 grudnia 1995) – fortepian, gitara, gitara basowa, okazjonalnie śpiew
- Gustavo Vázquez (ur. 15 maja 1998) – perkusja

### Muzycy sesyjni
- Jeff McCullough – gitara basowa, perkusja (EP Vázquez Sounds, 2011; digital single „All I Want for Christmas Is You”, 2011)
- Andrew Moberly – gitara (EP Vázquez Sounds, 2011; digital single „All I Want for Christmas Is You”, 2011)
- Matthew Darren Nuss – śpiew w chórkach (EP Vázquez Sounds, 2011; digital single „All I Want for Christmas Is You”, 2011)

## Kariera
Od przyjścia na świat rodzeństwo Vázquezów dorastało w rodzinie związanej z muzyką – ojciec, Abelardo Vázquez Ramos, jest kompozytorem i producentem muzycznym (współpracującym m.in. z zespołami Camila, Nikki Clan i Reik), zaś matka – Gloria Vázquez – śpiewała amatorsko. Bracia Gustavo i Abelardo przez trzy lata tworzyli amatorski duet instrumentalny.
Jesienią 2011 postanowili zachęcić do współpracy w roli wokalistki młodszą, wówczas niespełna 11-letnią siostrę Ángelę. W domowym studiu nagrań Vázquezów powstał zapis coveru piosenki „Rolling in the Deep” – przeboju z repertuaru Adele – oraz teledysk do niego, który rodzina zdecydowała się opublikować 10 listopada 2011 w serwisie YouTube. W wywiadzie dla meksykańskiego czasopisma „TV Notas” Abelardo wyjaśnił, że utwór został przez nich nagrany dla zabawy, lecz nie był wybrany przypadkowo – w 2011 był już w wykonaniu Adele hitem, pozwalał Ángeli pokazać własne możliwości wokalne, a jego instrumentarium pasowało do stosowanego przez braci.
W ciągu 10 dni po opublikowaniu w serwisie YouTube teledysk do utworu „Rolling in the Deep” obejrzało ponad 4 mln osób – wówczas był to najlepszy wynik wśród muzyków, którzy rozpoczynali karierę w tym serwisie, co zespół przyjął z dużym zaskoczeniem. W wywiadzie dla „TV Notas” Ángela wyznała, że liczyła na ok. 2 tys. odsłon teledysku w serwisie YouTube. Po 15 dniach od premiery liczba odsłon sięgnęła 6 milionów, a młodymi wykonawcami zainteresowały się m.in. takie medialne potęgi, jak: sieć telewizyjna ABC (program „Good Morning America”), CNN, hiszpańska stacja telewizyjna Telecinco, meksykańska spółka medialna Televisa i stacja Univisión, a ukazujący się w Tijuanie tygodnik „Zeta” okrzyknął rodzeństwo Vázquezów gwiazdami YouTube. W grudniu 2011 teledysk znalazł się na 10. miejscu listy najchętniej oglądanych w Meksyku filmów w serwisie YouTube. Opublikowany 13 grudnia digital single z coverem „Rolling in the Deep” dotarł natomiast do 7. pozycji na liście przebojów Mexican Top 100.
Już na początku grudnia 2011 zespół podpisał kontrakt z wytwórnią Sony Music México.
20 grudnia 2011 ukazujący się w rodzinnym mieście Vázquezów dziennik „La Crónica” poinformował o przyznaniu grupie tytułu Osobowości Roku.
Dwa dni później amerykański tygodnik muzyczny „Billboard” doniósł, iż w ciągu tygodnia od premiery w serwisie YouTube drugiego teledysku zespołu, nakręconego do coveru piosenki „All I Want for Christmas Is You” z rep. Mariah Carey, Vázquez Sounds osiągnęli 17. pozycję w rankingu Billboard Social 50, obejmującym najpopularniejszych artystów w wiodących światowych serwisach społecznościowych.
18 stycznia 2012 digital single „Rolling in the Deep” zdobył status złotej płyty (sprzedaż osiągnęła próg 30 000), zaś 27 lutego 2012 płyty platynowej (sprzedaż osiągnęła próg 60 000). Minialbum Vázquez Sounds zdobył status złotej płyty 3 lutego 2012.
Od marca 2012 zespół rozpoczął aktywną działalność koncertową. 10 marca wystąpił gościnnie w stołecznym Foro Sol u boku zespołu Camila w obecności 48 000 widzów. Oprócz rodzinnego Mexicali występował także w Guadalajarze, Monterrey, Chihuahua, Córdobie, Tijuanie, Acapulco i wielokrotnie w stolicy Meksyku. Koncert „Palomazo Planeta” w Teatro Diana w meksykańskiej Guadalajarze, zorganizowany 9 maja 2012 przez stację radiową Planeta 94.7 FM, zgromadził 2400 widzów. Występ w koncercie zorganizowanym 19 czerwca 2012 przez meksykańską stację telewizyjną Exa TV obejrzało w hali widowiskowo-sportowej Monterrey Arena ok. 17 000 widzów.
4 maja 2012 Vázquez Sounds zadebiutowali w USA występem plenerowym w Walt Disney World Resort na Florydzie.
Debiut europejski miał miejsce 29 września 2012 na międzynarodowym Festiwalu Pokolenia YouTube „YouFest” w Madrycie w Hiszpanii.
Na koncertach bawiła się głównie dziecięca widownia, a jej aplauz dla zespołu przerodził się szybko w zjawisko, które dziennik „La Crónica” określił mianem vazquesoundmanii.
Jesienią 2012 Ángela Vázquez nagrała solo piosenkę „La Separación” do hiszpańskiej wersji językowej amerykańskiego filmu animowanego Dzwoneczek i sekret magicznych skrzydeł (Tinker Bell and the Secret of the Wings; tytuł w krajach Ameryki Łacińskiej: Tinker Bell y el Secreto de las Hadas), wyprodukowanego przez Walt Disney Animation Studios.
10 października 2012 status złotej płyty osiągnął kolejny digital single Vázquez Sounds: „Forget You” – cover piosenki z rep. Cee Lo Greena.
Na koniec 2012 roku, po 14 miesiącach od debiutu, dorobek zespołu obejmował już 1 minialbum, 8 singli i 8 teledysków.

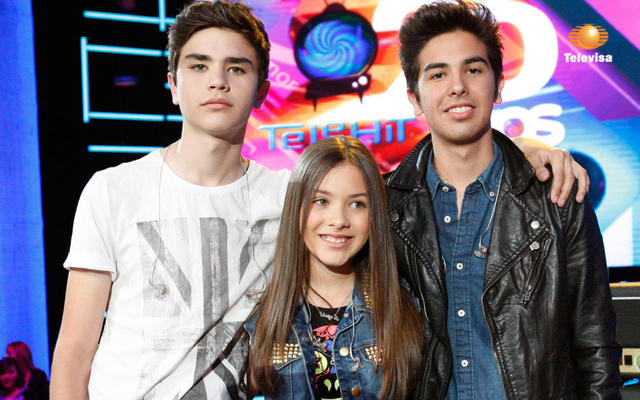
Vázquez Sounds na planie programu w telewizji Telehit (26 maja 2013)

W roku 2013 Vázquez Sounds nagrali 3 single i nakręcili 5 teledysków, a repertuar koncertów uzupełniały kolejne covery znanych przebojów – nie tylko Adele, ale także Taylor Swift i nieistniejącego już zespołu Arrows. Grupa doczekała się również przychylnej recenzji w „The Fashion Globe Magazine”, w której uznano ją za jeden z najbardziej utalentowanych wschodzących głosów w Meksyku i na świecie. Po około dwóch latach od premiery liczba wyświetleń teledysku z coverem „Rolling in the Deep” na oficjalnym koncie zespołu osiągnęła wartość 120 milionów.
Pierwsza ogólna zapowiedź wydania dużego albumu z premierowymi piosenkami pojawiła się już w czerwcu 2012. Jednak dopiero ponad rok później – pod koniec sierpnia 2013 – zespół podał nieco więcej szczegółów, określając planowany termin wydania na styczeń 2014 i informując, że wśród nowych piosenek znajdą się kompozycje ojca rodzeństwa. Jesienią Ángela Vázquez w imieniu zespołu potwierdziła te plany. Styczniowy termin nie został jednak dotrzymany. Dopiero w końcu lutego 2014 – podczas uroczystości przekazania nowego fortepianu, który został zakupiony przez zespół dla uzdolnionego 16-letniego meksykańskiego pianisty Daniela Neváreza Moralesa – muzycy poinformowali, że album zawierający 10 hiszpańskojęzycznych utworów (autorstwa ich ojca oraz wujka – Gustavo Vázqueza) jest przygotowany do wydania. Premiera pierwszego singla (w wersji digital) z tego albumu – piosenki pt. „Te soñaré” – odbyła się 11 marca 2014. Cały album, noszący tytuł Invencible, zarejestrowany w studiach Sonic Ranch (Teksas, USA), ukazał się w formacie digital download w australijskim serwisie „bpm.Music Download” 13 maja (zgodnie z zapowiedziami z marca), zaś w innych serwisach (m.in. iTunes Store) dopiero 9 września 2014.
W wywiadzie udzielonym reporterowi agencji Associated Press członkowie zespołu stwierdzili, iż nowa płyta odzwierciedla ich gusta muzyczne, a dzięki wykorzystaniu w warstwie muzycznej akordeonu, mandoliny, banjo i harmonijki ustnej jest dziełem oryginalnym, różnym od większości płyt z muzyką pop wydawanych współcześnie. Wspomnieli o czerpaniu muzycznych inspiracji z twórczości Johna Mayera i Jake’a Bugga. W przyszłości zespół nie planuje już nagrywania coverów, choć zarejestrowane wcześniej zamierza nadal wykonywać na koncertach.
23 września 2015 roku grupa otrzymała nominację do nagrody Latin Grammy w kategorii „Best New Artist”. W połowie listopada 2015 roku zespół wydał drugi album, także w formacie digital download, zatytułowany Sweet Christmas Ukulele & Jazz, będący utrzymaną w stylistyce jazzu i soulu składanką siedmiu utworów (w dwu wersjach: angielsko- i hiszpańskojęzycznej) związanych z zimą i Bożym Narodzeniem, w tym m.in. takich standardów muzycznych, jak: „Have Yourself a Merry Little Christmas”, „Jingle Bells”, „Let It Snow! Let It Snow! Let It Snow!” czy „White Christmas”.
14 marca 2016 roku grupa została nominowana do nagrody Tecla w 2. edycji konkursu, w kategorii „Najlepszy wykonawca coverów piosenek” („Best Cover Songs Performer”) – nagrody przyznawanej przez Tecla Awards Academy, w której zasiadają m.in. byli laureaci, wpływowe osobistości mediów społecznościowych oraz wiodące postacie świata mediów, marketingu, rozrywki i technologii. Zespół zdobył nagrodę Tecla pokonując współnominowanych: grupę Boyce Avenue, Evana Crafta, Karen Rodriguez i Saaka Mx, co ogłoszono 7 kwietnia 2016 roku.
W połowie lipca 2016 roku Vázquez Sounds wystąpił jako gość muzyczny w odc. 1 czwartego sezonu serialu telewizyjnego produkcji amerykańskiej East Los High, zatytułowanym Orange Is the New Brown. W odcinku wykorzystano fragmenty specjalnie zrealizowanego w lutym teledysku „Bailando” do coveru piosenki z repertuaru Enrique’a Iglesiasa, Gente de Zona i Descemera Bueno.

## Kontrowersje
Niemal natychmiast po debiucie w serwisie YouTube teledysku „Rolling in the Deep” wśród wielu zachwytów pojawiły się także głosy krytyczne. Przede wszystkim zwracano uwagę na nieprzystający do młodego wieku wykonawców profesjonalizm – zarówno w realizacji warstwy dźwiękowej, jak i samego obrazu. Fakt, że dzieło firmowały dzieci producenta muzycznego, dysponującego domowym studiem nagrań, skłonił z kolei do postawienia pytania: na ile powstanie teledysku było dziełem przypadku i dziecięcej spontaniczności, a na ile przemyślaną, opartą na analizie rynku muzycznego, strategią dorosłych?
Nieoczekiwanie szybkie podpisanie przez zespół kontraktu z wytwórnią Sony Music Entertainment México wzbudziło podejrzenia, że to właśnie wytwórnia płytowa stworzyła projekt kariery grupy, który opierał się na zastosowaniu marketingu wirusowego poprzez publikację teledysku „Rolling in the Deep” w serwisie YouTube. Podkreślano, że bez zgody wytwórni dysponującej prawami autorskimi do utworów Adele teledysk Vázquez Sounds zostałby usunięty z serwisu za naruszenie tychże praw. Indagowany w tej sprawie Roberto López – prezes Sony Music México – zaprzeczył jednak, jakoby odkrycie zespołu przez YouTube było inspirowane przez wytwórnię. Zaprzeczył także Abelardo Vázquez Ramos – ojciec rodzeństwa, zaś pogłoski o rzekomym pozwie Adele przeciwko zespołowi o naruszenie praw autorskich skomentował krótko na pierwszej konferencji prasowej 19 kwietnia 2012 Abelardo Vázquez Espinoza: To kłamstwo.
Wątpliwości wzbudziło także brzmienie głosu niespełna 11-letniej wokalistki – podejrzewano, że oryginalna ścieżka wokalna została poddana edycji i zremasterowana.

## Działalność społeczna

### Współpraca z The Non-Violence Project Foundation
Wiosną 2012 Vázquez Sounds otrzymali zaproszenie od Yoko Ono do nagrania własnej wersji utworu „Imagine” Johna Lennona dla The Non-Violence Project Foundation – fundacji działającej na rzecz pokoju światowego, z którą współpracowała prowadząc kampanię pod hasłem „Imagine One Billion Faces for Peace”.
Początkowo zespół zamierzał odrzucić zaproszenie – jak donosiły media, Ángela Vázquez oświadczyła, iż nie zaśpiewa tego utworu, ponieważ jego tekst uderza w jej uczucia religijne. Po trwających około tygodnia dyskusjach, braciom udało się przekonać Ángelę do podjęcia prób nad innym utworem. Zaproszenie Yoko Ono zostało więc ostatecznie przyjęte, ale zamiast proponowanego „Imagine” zespół nagrał dla fundacji cover piosenki „Let It Be”. Premiera utworu i towarzyszącego mu teledysku w wykonaniu rodzeństwa Vázquezów miała miejsce w czerwcu 2012.
Vázquez Sounds są ponadto autorami projektu rzeźby przedstawiającej pistolet z lufą zawiązaną na supeł – przestrzennej formy logo Non-Violence (motywy dekoracyjne nawiązujące do folkloru okolic Mexicali opracował meksykański artysta Amparín). Dzieło to zostało zaprezentowane na wystawie „Pistolas por la Paz” (pol. „Pistolety dla Pokoju”) zorganizowanej przez Fundację w ramach imprez towarzyszących XXX Letnim Igrzyskom Olimpijskim w Londynie w dniach 27 lipca – 10 sierpnia 2012. Po zakończeniu igrzysk rzeźba wróciła do Meksyku.

### Współpraca z Fundacją Hermes Music
W ramach współpracy z charytatywną Fundacją Hermes Music (hiszp. Fundación Hermes Music), działającą w Meksyku na rzecz dzieci, a także osób w starszym wieku – chorych i ubogich, grupa Vázquez Sounds odwiedziła 24 sierpnia 2012 oddział dziecięcy w szpitalu w przygranicznym mieście McAllen w stanie Teksas, aranżując tam miniwystępy dla chorych.

### Współpraca z Fundacją Teletón
Jesienią 2012 zespół Vázquez Sounds nawiązał kontakt z działającą na bazie wolontariatu meksykańską Fundacją Teletón, zajmującą się opieką nad niepełnosprawnymi i nieuleczalnie chorymi dziećmi i młodzieżą. Dla potrzeb kampanii społecznej prowadzonej przez Fundację zarejestrował piosenkę „Gracias a ti (Himno Teletón)”, pol. „Dziękuję ci” (hymn Teletónu)”, która w październiku 2012 pojawiła się w stacjach telewizyjnych w formie teledysku. Refren utworu został zaśpiewany przez dziecięcy chór złożony z podopiecznych Fundacji.
W lipcu 2013 grupa przekazała Fundacji gitarę z autografami, która stała się nagrodą w konkursie charytatywnym organizowanym przez Fundację.
Na początku września 2013 zespół opublikował drugi teledysk do hymnu Fundacji – „Gracias a ti (Himno Teletón 2013)”.
W listopadzie 2013 zespół wystąpił podczas uroczystości otwarcia Dziecięcego Szpitala Onkologicznego Fundacji Teletón (hiszp. Hospital Infantil Teletón de Oncología, HITO) w Querétaro, stolicy stanu Querétaro.

### Współpraca z organizacją ONE Campaigne
Na zaproszenie organizacji non-profit ONE Campaigne (założonej w 2004 przez Bono), walczącej ze skrajnym ubóstwem w Afryce, grupa nakręciła promocyjny teledysk do coveru utworu z rep. Boba Dylana „Blowin’ in the Wind”. Jego premiera odbyła się 12 lipca 2013.

## Dyskografia

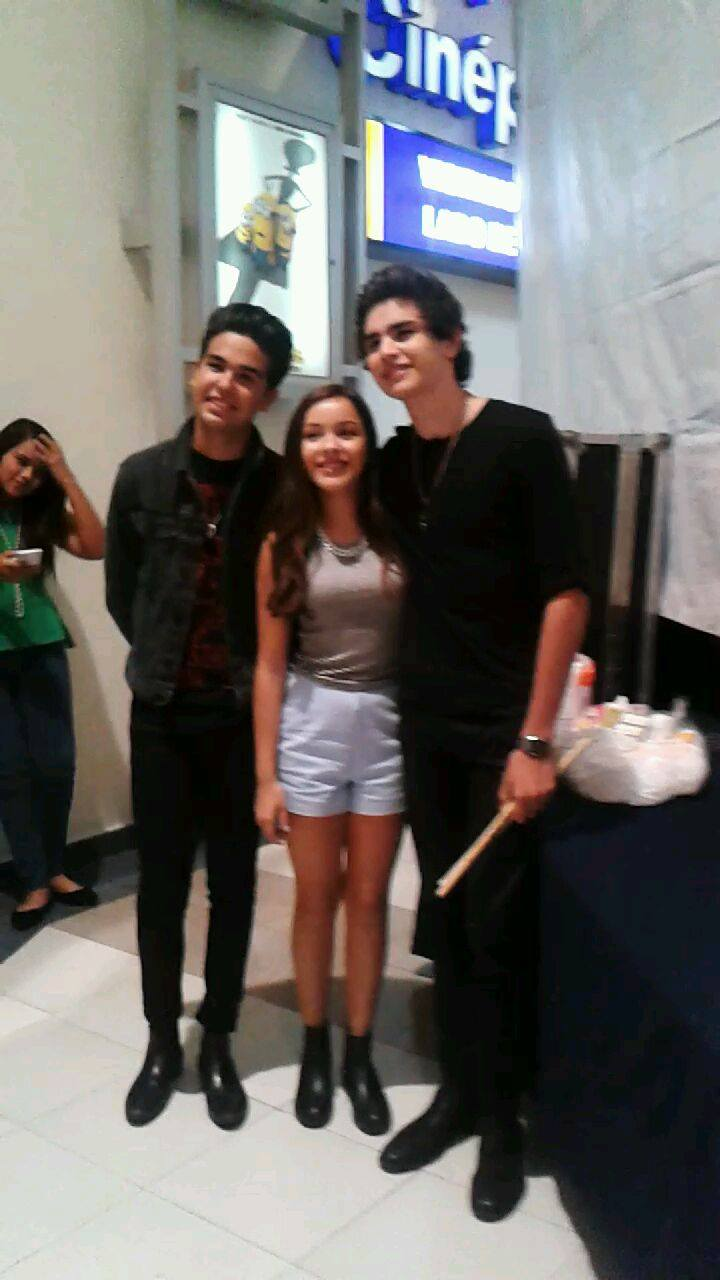
Vázquez Sounds w Centrum Handlowym „Plaza Sendero”, Mérida (29 kwietnia 2015)

### Albumy
| Data wydania      | Tytuł                                                     | Utwory                                      |
| ----------------- | --------------------------------------------------------- | ------------------------------------------- |
| 13 maja 2014      | Invencible - Format: digital download                     | 1. „El dolor se fue”                        |
| 13 maja 2014      | Invencible - Format: digital download                     | 2. „Te soñaré”                              |
| 13 maja 2014      | Invencible - Format: digital download                     | 3. „Invencible”                             |
| 13 maja 2014      | Invencible - Format: digital download                     | 4. „Me voy, me voy”                         |
| 13 maja 2014      | Invencible - Format: digital download                     | 5. „En mí, no en ti”                        |
| 13 maja 2014      | Invencible - Format: digital download                     | 6. „Vitamina D”                             |
| 13 maja 2014      | Invencible - Format: digital download                     | 7. „Volaré”                                 |
| 13 maja 2014      | Invencible - Format: digital download                     | 8. „Cuando la noche llega”                  |
| 13 maja 2014      | Invencible - Format: digital download                     | 9. „Me haces despegar”                      |
| 13 maja 2014      | Invencible - Format: digital download                     | 10. „Tu amor me salvará”                    |
| 13 listopada 2015 | Sweet Christmas Ukulele & Jazz - Format: digital download | 1. „Let It Snow, Let It Snow, Let It Snow”  |
| 13 listopada 2015 | Sweet Christmas Ukulele & Jazz - Format: digital download | 2. „Jingle Bells”                           |
| 13 listopada 2015 | Sweet Christmas Ukulele & Jazz - Format: digital download | 3. „Have Yourself a Merry Little Christmas” |
| 13 listopada 2015 | Sweet Christmas Ukulele & Jazz - Format: digital download | 4. „Santa Claus Is Coming to Town”          |
| 13 listopada 2015 | Sweet Christmas Ukulele & Jazz - Format: digital download | 5. „White Christmas”                        |
| 13 listopada 2015 | Sweet Christmas Ukulele & Jazz - Format: digital download | 6. „Winter Wonderland”                      |
| 13 listopada 2015 | Sweet Christmas Ukulele & Jazz - Format: digital download | 7. „Silent Night”                           |
| 13 listopada 2015 | Sweet Christmas Ukulele & Jazz - Format: digital download | 8. „Va a nevar”                             |
| 13 listopada 2015 | Sweet Christmas Ukulele & Jazz - Format: digital download | 9. „Navidad, navidad”                       |
| 13 listopada 2015 | Sweet Christmas Ukulele & Jazz - Format: digital download | 10. „Te deseo muy felices fiestas”          |
| 13 listopada 2015 | Sweet Christmas Ukulele & Jazz - Format: digital download | 11. „Santa Claus llegó a la ciudad”         |
| 13 listopada 2015 | Sweet Christmas Ukulele & Jazz - Format: digital download | 12. „Blanca navidad”                        |
| 13 listopada 2015 | Sweet Christmas Ukulele & Jazz - Format: digital download | 13. „Llegó la navidad”                      |
| 13 listopada 2015 | Sweet Christmas Ukulele & Jazz - Format: digital download | 14. „Noche de paz”                          |

### EP
| Data wydania    | Tytuł          | Utwory                                                                      | Autorzy                                     | Wykonawcy towarzyszący                                                                                            | Czas | Uwagi                 |
| --------------- | -------------- | --------------------------------------------------------------------------- | ------------------------------------------- | --- | ---- | --------------------- |
| 19 grudnia 2011 | Vázquez Sounds | 1. „Rolling in the Deep” (cover utw. z rep. Adele, 2010)                    | Muz. i sł. Adele Adkins i Paul Epworth      | – | 3:48 | –                     |
| 19 grudnia 2011 | Vázquez Sounds | 2. „Rolling in the Deep (Versión Remix)”                                    | Muz. i sł. Adele Adkins i Paul Epworth      | – | 3:51 | Remiks – Mike Pacheco |
| 19 grudnia 2011 | Vázquez Sounds | 3. „All I Want for Christmas Is You” (cover utw. z rep. Mariah Carey, 1994) | Muz. i sł. Mariah Carey i Walter Afanasieff | Andrew Moberly – gitara Jeff McCullough – gitara basowa, instr. perkusyjne Matthew Darren Nuss – śpiew w chórkach | 4:01 | –                     |
| 19 grudnia 2011 | Vázquez Sounds | 4. „Rolling in the Deep (Versión Instrumental)”                             | Muz. Adele Adkins i Paul Epworth            | – | 3:48 | –                     |

### Single
| Data wydania     | Tytuł – utwór | Autorzy | Wykonawcy towarzyszący                                                                                            | Czas | Uwagi          |
| ---------------- | --- | --- | --- | ---- | -------------- |
| 13 grudnia 2011  | „Rolling in the Deep” (cover utw. z rep. Adele, 2010) | Muz. i sł. Adele Adkins i Paul Epworth                                                                           | – | 3:48 | Digital single |
| 20 grudnia 2011  | „All I Want for Christmas Is You” (cover utw. z rep. Mariah Carey, 1994)                                                                                                 | Muz. i sł. Mariah Carey i Walter Afanasieff                                                                      | Andrew Moberly – gitara Jeff McCullough – gitara basowa, instr. perkusyjne Matthew Darren Nuss – śpiew w chórkach | 4:01 | Digital single |
| 10 stycznia 2012 | „Rolling in the Deep” (cover utw. z rep. Adele, 2010) | Muz. i sł. Adele Adkins i Paul Epworth                                                                           | – | 3:51 | Digital single |
| 24 stycznia 2012 | „Forget You” (cover utw. z rep. Cee Lo Greena, 2010) | Muz. i sł. Cee Lo Green, Christopher 'Brody' Brown, Philip Lawrence, Ari Levine, Bruno Mars                      | – | 3:41 | Digital single |
| 13 marca 2012    | „The Show” (cover utw. z rep. Lenki, 2008) | Muz. i sł. Lenka Kripac i Jason Reeves                                                                           | – | 3:56 | Digital single |
| 17 kwietnia 2012 | „I Want You Back” (cover utw. z rep. The Jackson 5, 1969) | Muz. i sł. The Corporation (Berry Gordy, Jr. Alphonso 'Fonce' Mizell, Frederick 'Freddie' Peren i Deke Richards) | – | 2:51 | Digital single |
| 19 czerwca 2012  | „Let It Be” (cover utw. z rep. The Beatles, 1970, nagrany w ramach kampanii „Imagine One Billion Faces for Peace” prowadzonej przez The Non-Violence Project Foundation) | Muz. i sł. John Lennon i Paul McCartney (w rzeczywistości wyłącznie Paul McCartney)                              | – | 4:16 | Digital single |
| 11 września 2012 | „Skyscraper” (cover utw. z rep. Demi Lovato, 2010) | Muz. i sł. Toby Gad, Kerli Kõiv i Lindy Robbins                                                                  | – | 3:43 | Digital single |
| 2 kwietnia 2013  | „Time After Time” (cover utw. z rep. Cyndi Lauper, 1983) | Muz. i sł. Cyndi Lauper i Rob Hyman                                                                              | – | 3:26 | Digital single |
| 25 czerwca 2013  | „Next To Me” (cover utw. z rep. Emeli Sandé, 2012) | Muz. i sł. Emeli Sandé, Hugo Chegwin, Harry Craze i Anup Paul                                                    | – | 3:14 | Digital single |
| 10 grudnia 2013  | „Complicated” (cover utw. z rep. Avril Lavigne, 2002) | Muz. i sł. Avril Lavigne, Lauren Christy, Graham Edwards i Scott Spock                                           | – | 4:09 | Digital single |
| 11 marca 2014    | „Te soñaré” | Muz. i sł. Abelardo Vázquez Ramos, Gustavo Vázquez Ramos i Alberto Espinoza                                      | – | 2:42 | Digital single |
| 28 lipca 2014    | „Me voy, me voy” | | – | 2:41 | Digital single |
| 26 sierpnia 2014 | „Volaré” | | – | 3:25 | Digital single |
| 13 marca 2015    | „Buenos días Señor Sol” | | – | 2:45 | Digital single |
| 13 marca 2015    | „Riptide” (cover utw. z rep. Vance’a Joya, 2013) | Muz. i sł. Vance Joy                                                                                             | – | 3:23 | Digital single |
| 2016             | „Dreams” (cover utw. z rep. Fleetwood Mac, 1977) | Muz. i sł. Stevie Nicks                                                                                          | – | 3:43 |                |

### Utwory niewydane
2012:
- „Perfect” – cover utw. z rep. zespołu Simple Plan (2002) wykonany m.in. podczas koncertów w Córdobie, Veracruz i Tijuanie, Baja California; muz. i sł. Simple Plan; w roli wokalisty wystąpił po raz pierwszy Abelardo Vázquez Espinoza
- „U Smile” – cover utw. z rep. Justina Biebera (2010) wykonany podczas koncertów, m.in. na Festiwalu Pokolenia YouTube „YouFest” w Madrycie; muz. i sł. Jerry Duplessis, Arden Altino i Dan August Rigo

2013:
- „I Love Rock ’n’ Roll” – cover utw. z rep. zespołu Arrows (1975) wykonany podczas koncertu w Teatro Metropólitan w Meksyku; muz. i sł. Alan Merrill i Jake Hooker
- „Price Tag” – cover utw. z rep. Jessie J (2011) wykonany podczas koncertu w ramach karnawału w Campeche, Campeche; muz. i sł. Bobby Ray Simmons Jr., Jessica Cornish, Łukasz Sebastian Gottwald i Claude Kelly
- „Set Fire to the Rain” – cover utw. z rep. Adele (2011) wykonany m.in. podczas koncertu z okazji narodowego finału dziecięcego turnieju piłkarskiego Futbolito Bimbo 2013 w Meksyku; muz. i sł. Adele Adkins i Fraser T. Smith
- „Someone Like You” – cover utw. z rep. Adele (2011) wykonany m.in. podczas koncertu z okazji narodowego finału dziecięcego turnieju piłkarskiego Futbolito Bimbo 2013 w Meksyku; muz. i sł. Adele Adkins i Dan Wilson
- „We Are Never Ever Getting Back Together” – cover utw. z rep. Taylor Swift (2012) wykonany podczas koncertu w Teatro Metropólitan w Meksyku; muz. Max Martin i Karl Johan Schuster (Shellback), sł. Taylor Swift, Max Martin i Karl Johan Schuster (Shellback)
- „Who Says” – cover utw. z rep. Seleny Gomez & the Scene (2011) wykonany podczas koncertu w ramach karnawału w Campeche, Campeche; muz. i sł. Emanuel Kiriakou i Priscilla Renea
- „You Belong with Me” – cover utw. z rep. Taylor Swift (2008) wykonany podczas koncertu z okazji narodowego finału dziecięcego turnieju piłkarskiego Futbolito Bimbo 2013 w Meksyku; muz. i sł. Taylor Swift i Liz Rose

## Teledyski
2011:
- „ Rolling in the Deep” – do coveru utw. z rep. Adele [3:53]; premiera: 10 listopada (20 grudnia w iTunes Store); zdj. Abelardo Vázquez Espinoza i Abelardo Vázquez Ramos
- „All I Want for Christmas Is You” – do coveru utw. z rep. Mariah Carey [4:07]; premiera: 13 grudnia (20 grudnia w iTunes Store)

2012:
- „Forget You” – do coveru utw. z rep. Cee Lo Greena [3:45]; premiera: 17 stycznia (7 lutego w iTunes Store)
- „The Show” – do coveru utw. z rep. Lenki [4:12]; premiera: 2 marca (13 marca w iTunes Store)
- „I Want You Back” – do coveru utw. z rep. The Jackson 5 [2:57]; premiera: 6 kwietnia (24 kwietnia w iTunes Store); prod. Vázquez Sounds i Sense Media
- „Let It Be” – do coveru utw. z rep. The Beatles [5:02]; dla kampanii „Imagine One Billion Faces for Peace” prowadzonej przez The Non-Violence Project Foundation (zawiera przesłanie Yoko Ono); premiera: 11 czerwca (19 czerwca w iTunes Store)
- „Skyscraper” – do coveru utw. z rep. Demi Lovato [3:56]; premiera: 23 sierpnia (11 września w iTunes Store)
- „Gracias a Ti (Himno Teletón)” – teledysk do hymnu meksykańskiej Fundacji Teletón skupiającej wolontariuszy niosących pomoc niepełnosprawnym dzieciom i młodzieży [3:19]; premiera: 7 października

2013:
- „Time After Time” – do coveru utw. z rep. Cyndi Lauper [3:38]; premiera: 1 kwietnia (2 kwietnia w iTunes Store)
- „Next To Me” – do coveru utw. z rep. Emeli Sandé [3:35]; premiera: 24 czerwca (30 lipca w iTunes Store)
- „Blowin’ in the Wind” – teledysk promocyjny dla organizacji non-profit ONE Campaigne (walczącej ze skrajnym ubóstwem w Afryce) do coveru utw. z rep. Boba Dylana [3:09]; premiera: 12 lipca
- „I Love Rock ’n’ Roll” – do coveru utw. z rep. zespołu Arrows [3:00]; teledysk zrealizowany dla meksykańskiej sieci handlowej „Coppel” w ramach kampanii reklamowej „Regreso a Clases con Coppel”
- „Gracias a Ti (Himno Teletón 2013)” – drugi teledysk do hymnu meksykańskiej Fundacji Teletón skupiającej wolontariuszy niosących pomoc niepełnosprawnym dzieciom i młodzieży [3:15]; premiera: 3 września
- „Complicated” – do coveru utw. z rep. Avril Lavigne [4:32]; premiera: 9 grudnia (24 grudnia w iTunes Store)

2014:
- „Te soñaré” [2:53]; premiera: 8 maja
- „Best Day of My Life” – do coveru utw. z rep. zespołu American Authors [3:42]; teledysk zrealizowany dla meksykańskiej sieci handlowej „Coppel” w ramach kampanii reklamowej „Regreso a Clases con Coppel”
- „Me voy, me voy” [3:17]; premiera: 20 sierpnia
- „En mi, no en ti” [3:41]; premiera: 10 listopada

2015:
- „Riptide”  – do coveru utw. z rep. Vance’a Joya [3:21]; premiera: 18 czerwca; reż. Andres Honold
- „Almost Is Never Enough”  – do coveru utw. z rep. Ariany Grande i Nathana Sykesa[3:29]; premiera: 4 września
- „Be More Barrio”  – do coveru utw. z rep. zespołu Sheppard [4:03]; premiera: 27 września
- „Have Yourself a Merry Little Christmas”  – do coveru utw. z rep. Judy Garland [4:13]; premiera: 12 listopada; reż. Abelardo Vázquez Ramos i Andres Honold

2016:
- „Over & Over Again”  – z udziałem Leroya Sancheza, do coveru utw. z rep. Nathana Sykesa [4:20]; premiera: 24 lutego; reż. Andres Honold
- „Bailando”  – do coveru utw. z rep. Enrique’a Iglesiasa, Gente de Zona i Descemera Bueno [1:56]; teledysk zrealizowany dla potrzeb amerykańskiego serialu telewizyjnego East Los High (jego fragmenty wykorzystano w odc. 1 czwartego sezonu serialu, zatytułowanym Orange Is the New Brown, w którym zespół wystąpił jako gość muzyczny); premiera: 15 lipca[37];
- „Cheap Thrills”  – do coveru utw. z rep. Sii Furler [3:07]; premiera: 6 sierpnia;

## Działalność koncertowa (wybór)
2012:
- 10 marca – Foro Sol, Meksyk – gościnny udział w koncercie zespołu Camila; 48 000 widzów[14]
- 18 kwietnia – Estadio Azteca, Meksyk – udział w koncercie „Evento 40” zorganizowanym przez stację radiową Los 40 Principales México
- 4 maja – Walt Disney World Resort, Lake Buena Vista, Floryda, USA – debiut w Stanach Zjednoczonych – występ plenerowy w specjalnym wydaniu hiszpańskojęzycznego porannego magazynu telewizyjnego „¡Despierta América!” z okazji 15-lecia jego istnienia[17]
- 9 maja – Teatro Diana, Guadalajara, Jalisco, Meksyk – udział w koncercie „Palomazo Planeta” zorganizowanym przez stację radiową Planeta 94.7 FM; 2400 widzów[15]
- 19 czerwca – Monterrey Arena, Monterrey, Nuevo León, Meksyk – występ w koncercie zorganizowanym przez meksykańską stację telewizyjną Exa TV; ok. 17 000 widzów[16]
- 19 lipca – BankUnited Center, Miami, Floryda, USA – występ podczas telewizyjnej gali wręczenia Premios Juventud (ang. Youthfulness Awards) przyznawanych przez hiszpańskojęzyczną amerykańską sieć telewizyjną Univisión[58]
- 10 sierpnia – Centro de Convenciones, Chihuahua, Chihuahua, Meksyk
- 21 sierpnia – Teatro Metropólitan, Meksyk – występ w koncercie nagród „«Irresistible Awards» Fanta”
- 1 września – klub El Classico, Toluca, Meksyk
- 8 września – CADE, kampus Instituto Tecnológico y de Estudios Superiores de Monterrey, Córdoba, Veracruz, Meksyk – Concierto Por La Paz (pol. Koncert dla Pokoju)
- 29 września – Centro de Creación Contemporánea „El Matadero Madrid”, Madryt, Hiszpania – debiut w Europie – półgodzinny występ na międzynarodowym Festiwalu Pokolenia YouTube „YouFest”
- 6 października – El Zócalo (Plaza de la Constitución) i Plaza de la República, Meksyk – występ w koncercie towarzyszącym turniejowi piłkarskiemu Homeless World Cup Mexico City 2012
- 7 października – scena Isla de las Estrellas, Mexicali, Kalifornia Dolna, Meksyk – występ na festynie Las Fiestas del Sol de Mexicali
- 13 października – El Audiorama Del Trompo, Tijuana, Baja California, Meksyk
- 26 grudnia – Acapulco, Guerrero, Meksyk – koncert w ramach targów Mega Feria Imperial Acapulco

2013:
- 5 lutego – Campeche, Campeche, Meksyk – duży koncert w ramach karnawału w Campeche
- 28 kwietnia – El Zócalo (Plaza de la Constitución), Meksyk – koncert z okazji Dnia Dziecka[d]
- 13 lipca – El Zócalo (Plaza de la Constitución), Meksyk – koncert z okazji narodowego finału dziecięcego turnieju piłkarskiego Futbolito Bimbo 2013
- 24 sierpnia – Teatro Metropólitan, Meksyk – duży, ponadgodzinny koncert
- 21 listopada – Querétaro, Querétaro, Meksyk – występ podczas uroczystości otwarcia Dziecięcego Szpitala Onkologicznego Fundacji Teletón
- 19 grudnia – Music Club, Tijuana, Meksyk

## Nagrody i wyróżnienia
- 20 grudnia 2011 – tytuł Osobowości Roku przyznany przez ukazujący się w Mexicali dziennik „La Crónica”[10].
- Czerwiec 2012 – nominacja w konkursie Nickelodeon Kids’ Choice Awards México w kategorii „Ulubiony zespół lub duet roku” (współnominowani: zespoły Belanova, Camila, Eme 15, Moderatto i Reik oraz duety Ha*Ash i Jesse & Joy; zwycięzca: zespół Eme 15)[59][60].
- 30 listopada 2012 – główna nagroda w kategorii „Artysta lub zespół hiszpańskojęzyczny strefy północnej – odkrycie roku” w konkursie Premios 40 Principales América organizowanym corocznie przez sieć stacji radiowych Los 40 Principales (nadającą w Hiszpanii i 10 hiszpańskojęzycznych krajach Ameryki Łacińskiej)[61].
- Czerwiec 2013 – nominacja w konkursie Nickelodeon Kids’ Choice Awards México w kategorii „Ulubiony zespół lub duet roku” (współnominowani: zespoły Allison, Camila, Eme 15, Moderatto i Reik oraz duety Ha*Ash i Jesse & Joy; zwycięzca: zespół Eme 15)[62][63].
- 23 września 2015 – nominacja do nagrody Latin Grammy w kategorii „Best New Artist” (współnominowani: Kaay, Iván 'Melón' Lewis, Manu Manzo, Matisse, Monsieur Periné(inne języki), Julieta Rada(inne języki), Tulipa Ruiz, Raquel Sofía i Vitrola Sintética; zwycięzca: Monsieur Periné)[31][32][64].
- 7 kwietnia 2016 – nagroda Tecla w kategorii „Najlepszy wykonawca coverów piosenek” („Best Cover Songs Performer”)[36].